# Quête (fonds)
Pour les articles homonymes, voir Quête.

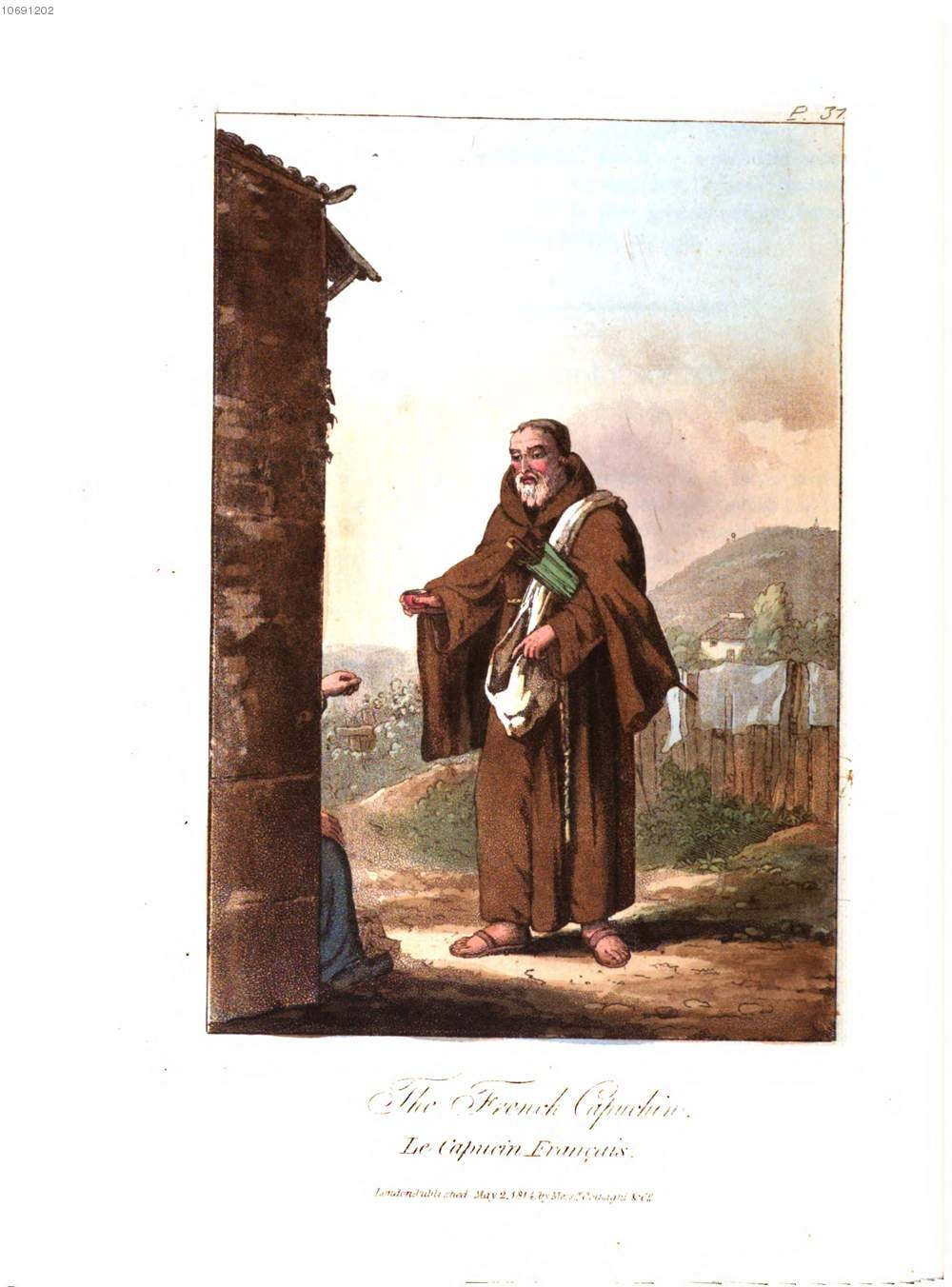
Un moine fait la quête. Illustration d' publiée à Londres en 1814.

Une quête est l'action de recueillir des fonds ou des objets ayant une valeur. Les quêtes présentent souvent un but philanthropique, sans espoir de contrepartie pour le donateur.
Les quêtes peuvent être effectuées :
- sur la voie publique (mendicité) ;
- par démarchage au domicile de particuliers ;
- dans des lieux publics spécifiques (lieux de culte).

En particulier, la quête de la messe sert au financement des paroisses.

## Législation par pays

### France
L'ordonnance no 2005-856 du 28 juillet 2005 aurait[évasif] simplifié la législation précédente : les quêtes sur voie publique sont régies par l'article 134 de la loi no 82-213 du 2 mars 1982 relative aux droits et libertés des communes. La circulaire no 259 du 29 juin 1957 interdit la quête au domicile de particuliers, sauf autorisation particulière. La circulaire du 21 juillet 1987, Appels à la générosité publique, n'a jamais été publiée au Journal officiel. Les articles L-131-2 et L-132-13 du code des communes sembleraient[évasif] toujours d'actualité.